# Victims of the Future
Victims of the Future è il quinto album di Gary Moore.

## Tracce
1. Victims Of The Future – 6:13 –  (Gary Moore/Neil Carter/Ian Paice/Neil Murray)
2. Teenage Idol – 4:07 –  (Gary Moore)
3. Shapes Of Things To Come – 4:14 –  (Samwell-Smith/Relf/McCarty)  (Yardbirds Cover)
4. Empty Rooms – 6:36 –  (Gary Moore/Neil Carter)
5. Murder In The Skies – 7:17 –  (Gary Moore/Neil Carter)
6. All I Want – 4:17 –  (Gary Moore)
7. Hold On To Love – 4:27 –  (Gary Moore)
8. Law Of The Jungle – 6:15 –  (Gary Moore)

## Formazione
- Gary Moore - chitarra, voce
- Ian Paice - batteria
- Neil Carter - tastiere, voce
- Neil Murray - basso
- Mo Foster - basso
- Bob Daisley - basso